# Markt Indersdorf
Markt Indersdorf è un comune tedesco di 9 197 abitanti, situato nel land della Baviera.